# Горноангарски хребет
Горноангарският хребет (на руски: Верхнеангарский хребет) е планински хребет в Южен Сибир, разположен на територията на Република Бурятия и Иркутска област в Русия. Хребетът се простира в посока от югозапад на североизток на протежение около 200 km, от крайната северна част на езерото Байкал до изворите на река Мамакан (ляв приток на Витим), покрай десния бряг на река Горна Ангара (влива се в Байкал). Изграден е от кристалинни скали, пронизани от интрузивни гранити. Билото му е тясно с остри върхове, а склоновете му са заети от трогови и карови долини. Максимална височина 2641 m (56°21′23″ с. ш. 111°38′48″ и. д. / 56.356389° с. ш. 111.646667° и. д.), издигаща се в централната му част, на около 25 km на север-северозапад от сгт Нови Уоян. Горноангарският хребет е вододел между водосборните басейни на Енисей (южните и западните му склонове) и Лена (северните и североизточните). От него водят началото си няколко големи и множество малки реки – Лява и Дясна Мама, съставящи на река Мама (ляв приток на Витим), Чая (десен приток на Лена), Холодная, Кичера (вливащи се в езерото Байкал) и десетки малки, къси и бурни десни притоци на Горна Ангара. Склоновете му са обрасли с гори от лиственица, а над 1300 – 1400 m доминират алпийските ладшафти. По южното му подножие преминава участък от трасето на Байкало-Амурската жп магистрала 

## Топографска карта
- О-49-В М 1:500 000[2]
- О-49-Г М 1:500 000[3]